# Dąb przy Wilczym Szlaku
Dąb przy Wilczym Szlaku – pomnikowy dąb szypułkowy rosnący w Białowieskim Parku Narodowym, jedna z atrakcji turystycznych na terenie Obrębu Hwoźna Białowieskiego Parku Narodowego, przy Wilczym Szlaku.
Obwód pnia drzewa na wysokości 130 cm od postawy wynosi 561 centymetrów (według pomiarów z 2009 roku), wysokość drzewa wynosi 36 metrów (według pomiarów z 2009).
Obwód pnia u podstawy wynosi 725 cm, obwód pnia na wysokości 180 cm wynosi 535 cm.
Korona drzewa jest stosunkowo niewielka, atutem drzewa jest kolumnowy pień, którego średnica tylko nieznacznie się zmniejsza aż do pierwszych gałęzi korony.
Dąb wykiełkował w XVII wieku. Drzewo rośnie w wilgotnym miejscu. Pierwsze o nim wzmianki pochodzą z połowy XX wieku. Fotografie dębu sporządził i opublikował Janusz Korbel.